# Villa Cypris
La villa Cypris est une villa de style néo-byzantin, avec jardins méditerranéens à Roquebrune-Cap-Martin sur la Côte d'Azur.

## Historique
La Villa Cypris (du grec Kypris=Chypre surnom de la déesse Aphrodite née dans la mer près de cette île), mais aussi hommage au prénom de la propriétaire Cyprienne Dubernet, est une grande villa édifiée en 1904 au Cap Martin.
Elle s'inspire du style byzantin et de celui de la cathédrale de Monaco. Elle a été édifiée pour madame Robert Douine, commanditaire et épouse du directeur des Grands Magasins du Louvre à Paris, par l'architecte Édouard Arnaud (1864-1943), architecte et également peintre aquarelliste drômois .
Le jardin a été créé par l'architecte paysagiste Raffaële Maïnella qui a aussi conçu les jardins de la Villa Torre Clementina. Ce dernier était peintre de paysages et de genre né à Bénévent en Italie. Depuis la construction principale, la vue principale aboutit à une colonnade couverte qui se détache sur l'arrière-plan marin. Le jardin est aussi composé d'une pergola de seize piliers de marbre soutenant des arcs de briques et faisant penser à une mosquée ruinée.
Cette construction originale permettait à la propriétaire des lieux de suivre sa fille, la navigatrice  Virginie Hériot en régates dans la baie .

## Filmographie
Cette villa a servi de décor à des films :
- Aphrodite, de Robert Fuest, en 1982,
- Mortelle randonnée, de Claude Miller, 1983
- Commissaire Moulin (épisode La Bavure), 1981

## Classement
La villa a été inscripte au titre des monuments historiques par arrêté du 19 septembre 1990.
La villa a reçu le label « Patrimoine du XXe siècle » le 1er mars 2001.